# Exocentrus subbidentatus
Exocentrus subbidentatus är en skalbaggsart som beskrevs av J. Linsley Gressitt 1937. Exocentrus subbidentatus ingår i släktet Exocentrus och familjen långhorningar. Inga underarter finns listade i Catalogue of Life.